# Torneo Godó 2008 - Qualificazioni singolare
Le qualificazioni del singolare  del Torneo Godó 2008 sono state un torneo di tennis preliminare per accedere alla fase finale della manifestazione. I vincitori dell'ultimo turno sono entrati di diritto nel tabellone principale. In caso di ritiro di uno o più giocatori aventi diritto a questi sono subentrati i lucky loser, ossia i giocatori che hanno perso nell'ultimo turno ma che avevano una classifica più alta rispetto agli altri partecipanti che avevano comunque perso nel turno finale.
Le qualificazioni del torneo Torneo Godó  2008 prevedevano 28 partecipanti di cui 7 sono entrati nel tabellone principale.

## Teste di serie
1. Daniel Gimeno Traver (Qualificato)
2. Jurij Ščukin (ultimo turno)
3. Rubén Ramírez Hidalgo (ultimo turno)
4. Andrej Golubev (ultimo turno)
5. Christophe Rochus (primo turno)
6. Michail Kukuškin (Qualificato)
7. Denis Istomin (ultimo turno)

1. Matteo Marrai (primo turno)
2. Oliver Marach (ultimo turno)
3. Marc López (Qualificato)
4. Gabriel Trujillo Soler (Qualificato)
5. Pere Riba (ultimo turno)
6. Maks Mirny (Qualificato)
7. Miguel Ángel López Jaén (ultimo turno)

## Qualificati
1. Daniel Gimeno Traver
2. Marc López
3. Maks Mirny
4. Matteo Marrai

1. José Antonio Sánchez De Luna
2. Michail Kukuškin
3. Gabriel Trujillo Soler

## Tabellone

### Legenda
| - Q = Qualificato - WC = Wild card - LL = Lucky loser | - ALT = Alternate - SE = Special Exempt - PR = Protected Ranking | - w/o = Walkover - r = Ritirato - d = Squalificato |

### Sezione 1
|  | Primo turno | Primo turno          | Primo turno          | Primo turno | Primo turno |  |  | Ultimo turno | Ultimo turno         | Ultimo turno         | Ultimo turno | Ultimo turno |  |
|  |             |                      |                      |             |             |  |  |              |                      |                      |              |              |  |
|  | 1           | Daniel Gimeno Traver | Daniel Gimeno Traver | 6           | 6           |  |  |              |                      |                      |              |              |  |
|  |             | Albert Ramos Viñolas | Albert Ramos Viñolas | 0           | 1           |  |  | 1            | Daniel Gimeno Traver | Daniel Gimeno Traver | 7            | 7            |  |
|  | 12          | Pere Riba            | Pere Riba            | 6           | 6           |  |  | 12           | Pere Riba            | Pere Riba            | 68           | 63           |  |
|  |             | Manuel Jorquera      | Manuel Jorquera      | 3           | 4           |  |  |              |                      |                      |              |              |  |

### Sezione 2
|  | Primo turno | Primo turno  | Primo turno  | Primo turno | Primo turno |  |  | Ultimo turno | Ultimo turno | Ultimo turno | Ultimo turno | Ultimo turno |  |
|  |             |              |              |             |             |  |  |              |              |              |              |              |  |
|  | 2           | Jurij Ščukin | Jurij Ščukin | 7           | 6           |  |  |              |              |              |              |              |  |
|  |             | Enrico Burzi | Enrico Burzi | 5           | 4           |  |  | 2            | Jurij Ščukin | 64           | 6            | 3            |  |
|  | 10          | Marc López   | Marc López   | 6           | 6           |  |  | 10           | Marc López   | 7            | 4            | 6            |  |
|  |             | Steven Diez  | Steven Diez  | 4           | 1           |  |  |              |              |              |              |              |  |

### Sezione 3
|  | Primo turno | Primo turno             | Primo turno | Primo turno | Primo turno |  |  | Ultimo turno | Ultimo turno          | Ultimo turno          | Ultimo turno | Ultimo turno |  |
|  |             |                         |             |             |             |  |  |              |                       |                       |              |              |  |
|  | 3           | Rubén Ramírez Hidalgo   | 4           | 6           | 7           |  |  |              |                       |                       |              |              |  |
|  |             | Guillermo Alcaide       | 6           | 0           | 63          |  |  | 3            | Rubén Ramírez Hidalgo | Rubén Ramírez Hidalgo | 4            | 1            |  |
|  | 13          | Maks Mirny              | 7           | 4           | 6           |  |  | 13           | Maks Mirny            | Maks Mirny            | 6            | 6            |  |
|  |             | Gerard Granollers Pujol | 5           | 6           | 3           |  |  |              |                       |                       |              |              |  |

### Sezione 4
|  | Primo turno | Primo turno        | Primo turno     | Primo turno | Primo turno |  |  | Ultimo turno | Ultimo turno   | Ultimo turno | Ultimo turno | Ultimo turno |  |
|  |             |                    |                 |             |             |  |  |              |                |              |              |              |  |
|  | 4           | Andrej Golubev     | Andrej Golubev  | 6           | 6           |  |  |              |                |              |              |              |  |
|  |             | Grigor Dimitrov    | Grigor Dimitrov | 4           | 0           |  |  | 4            | Andrej Golubev | 4            | 7            | 1            |  |
|  |             | Matteo Marrai      | 2               | 7           | 6           |  |  |              | Matteo Marrai  | 6            | 64           | 6            |  |
|  | 8           | Michail Ledovskich | 6               | 64          | 4           |  |  |              |                |              |              |              |  |

### Sezione 5
|  | Primo turno | Primo turno                  | Primo turno             | Primo turno | Primo turno |  |  | Ultimo turno | Ultimo turno                 | Ultimo turno                 | Ultimo turno | Ultimo turno |  |
|  |             |                              |                         |             |             |  |  |              |                              |                              |              |              |  |
|  |             | José Antonio Sánchez De Luna | 6                       | 3           | 6           |  |  |              |                              |                              |              |              |  |
|  | 5           | Christophe Rochus            | 4                       | 6           | 1           |  |  |              | José Antonio Sánchez De Luna | José Antonio Sánchez De Luna | 7            | 6            |  |
|  | 14          | Miguel Ángel López Jaén      | Miguel Ángel López Jaén | 6           | 6           |  |  | 14           | Miguel Ángel López Jaén      | Miguel Ángel López Jaén      | 62           | 1            |  |
|  |             | Héctor Ruiz Cadenas          | Héctor Ruiz Cadenas     | 3           | 4           |  |  |              |                              |                              |              |              |  |

### Sezione 6
|  | Primo turno | Primo turno      | Primo turno      | Primo turno | Primo turno |  |  | Ultimo turno | Ultimo turno     | Ultimo turno | Ultimo turno | Ultimo turno |  |
|  |             |                  |                  |             |             |  |  |              |                  |              |              |              |  |
|  | 6           | Michail Kukuškin | Michail Kukuškin | 7           | 6           |  |  |              |                  |              |              |              |  |
|  |             | Guillermo Olaso  | Guillermo Olaso  | 5           | 1           |  |  | 6            | Michail Kukuškin | 4            | 6            | 7            |  |
|  | 9           | Oliver Marach    | Oliver Marach    | 7           | 6           |  |  | 9            | Oliver Marach    | 6            | 4            | 5            |  |
|  |             | Andrea Stoppini  | Andrea Stoppini  | 5           | 1           |  |  |              |                  |              |              |              |  |

### Sezione 7
|  | Primo turno | Primo turno              | Primo turno              | Primo turno | Primo turno |  |  | Ultimo turno | Ultimo turno           | Ultimo turno           | Ultimo turno | Ultimo turno |  |
|  |             |                          |                          |             |             |  |  |              |                        |                        |              |              |  |
|  | 7           | Denis Istomin            | 1                        | 6           | 6           |  |  |              |                        |                        |              |              |  |
|  |             | Carlos Poch Gradin       | 6                        | 2           | 3           |  |  | 7            | Denis Istomin          | Denis Istomin          | 5            | 5            |  |
|  | 11          | Gabriel Trujillo Soler   | Gabriel Trujillo Soler   | 6           | 6           |  |  | 11           | Gabriel Trujillo Soler | Gabriel Trujillo Soler | 7            | 7            |  |
|  |             | Guillermo Alcorta Olarra | Guillermo Alcorta Olarra | 1           | 4           |  |  |              |                        |                        |              |              |  |